# 4e étape du Tour de France 2023
Pour un article plus général, voir Tour de France 2023.
La 4e étape du Tour de France 2023 se déroule le mardi 4 juillet 2023 entre Dax (Landes) et le circuit Paul Armagnac de Nogaro (Gers), sur une distance de 181,8 kilomètres.

## Parcours

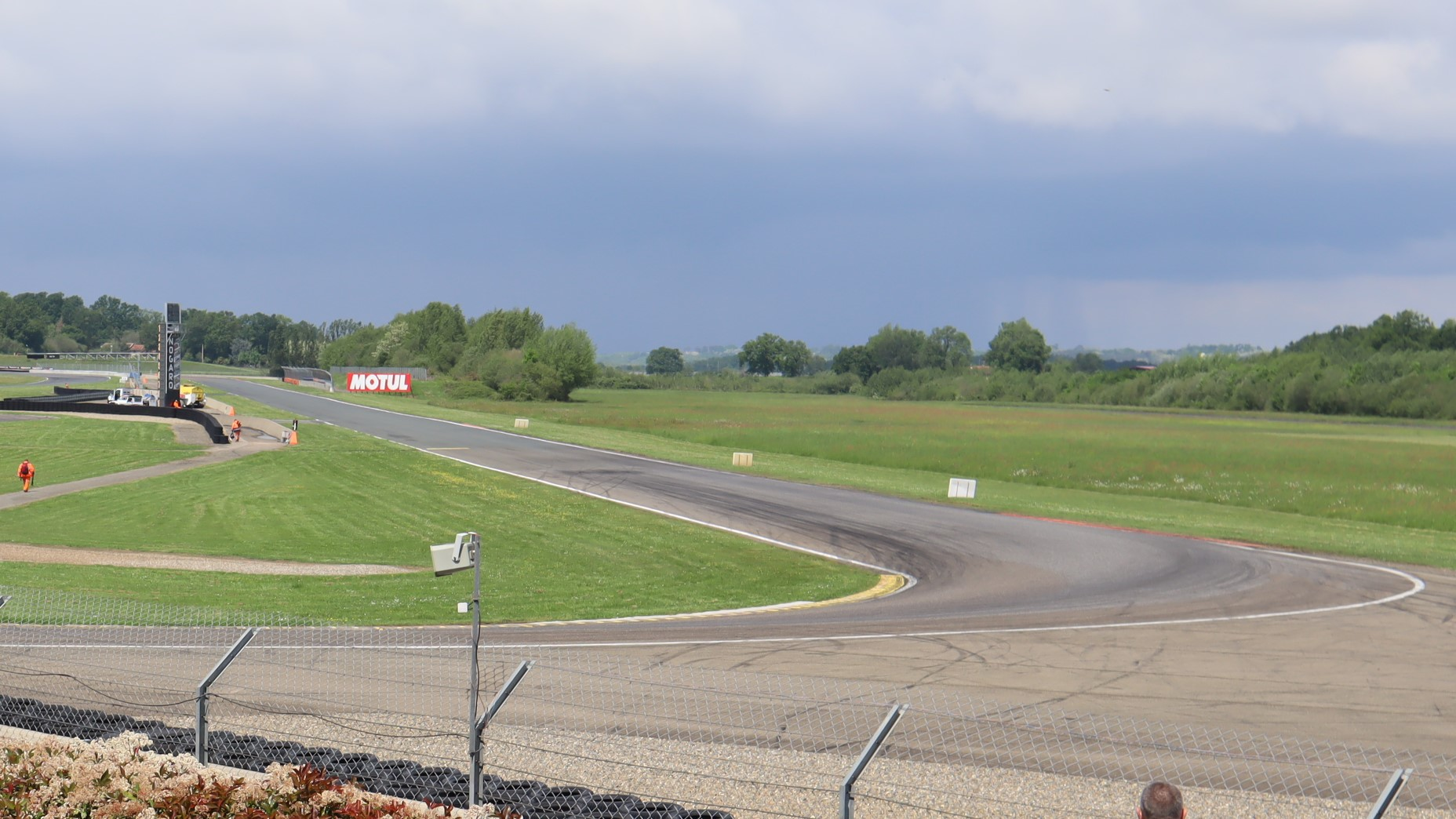
La ligne droite de l'aérodrome du circuit Paul Armagnac où est jugée l'arrivée de l'étape.

Le départ de Dax (Landes) est l'occasion de rendre hommage à André Darrigade, « le Lévrier des Landes » (94 ans, vainqueur de 22 étapes sur le Tour de France entre 1953 et 1964 et maillot vert en 1959 et 1961), né à Narrosse, commune limitrophe de Dax.
Dite de plaine, cette étape s'oriente vers l'est à travers les Landes, dans la première moitié du parcours, et le Gers, dans la seconde. Le sprint intermédiaire se situe devant la chapelle Notre-Dame-des-Cyclistes de Labastide-d'Armagnac (km 93,6), devenu un sanctuaire incontournable pour les amoureux de la petite reine. Une seule ascension est répertoriée au grand prix de la montagne : la côte de Dému (4e catégorie, km 154,5, 2 km à 3,5 %).
À la suite de la révélation du parcours le 27 octobre 2022, il est annoncé que le circuit Paul Armagnac, souvent appelé circuit de Nogaro, devrait recevoir l'arrivée. Poussé par la volonté de ses équipes, de la ville d'accueillir l'épreuve depuis 2017 et par le souhait des organisateurs de saluer la mémoire de Luis Ocaña, à l'occasion des cinquante ans de sa victoire en 1973, le circuit est appelé à recevoir le Tour de France 2023. La ligne d'arrivée est précisément située sur le territoire de Caupenne-d'Armagnac, où Luis Ocaña avait installé son exploitation agricole,,. Les trois derniers kilomètres sont alors parcourus sur ce circuit, aux routes et aux courbes larges.

## Déroulement de la course
Aucun coureur n'est intéressé pour former une échappée, tant l'issue de cette étape semble destinée aux sprinteurs. Le rythme du peloton est monotone jusqu'à Labastide-d'Armagnac, en préparation du sprint intermédiaire de chapelle Notre-Dame-des-Cyclistes.
Au sprint intermédiaire de la chapelle Notre-Dame-des-Cyclistes (km 93,6), le Belge Jasper Philipsen (Alpecin-Deceuninck) devance le Français Bryan Coquard (Cofidis) et l'Australien Caleb Ewan (Lotto Dstny). Peu après, les Français Benoît Cosnefroy (AG2R Citroën) et Anthony Delaplace (Arkéa-Samsic) décident de partir en contre, pour former l'unique échappée de la journée. L'écart entre les deux coureurs de tête et le peloton n'excède jamais plus d'une minute et trente secondes. Au sommet de la côte de Dému (4e catégorie, km 154,5, 2 km à 3,5 %), Anthony Delaplace devance Benoît Cosnefroy, avec seulement vingt-deux secondes d'avance sur le peloton ; les deux fuyards sont repris juste après, dans la traversée de Dému, à 25 km de l'arrivée située au circuit Paul Armagnac de Nogaro.
Sur le circuit automobile, le peloton arrive au complet. Trois chutes se produisent dans l'ultime kilomètre, mettant notamment au sol un des favoris à la victoire d'étape, le Néerlandais Fabio Jakobsen (Soudal Quick-Step). Le peloton se scinde en plusieurs groupes. Dans la dernière ligne droite, le Néerlandais Mathieu van der Poel (Alpecin-Deceuninck) remonte puissamment son coéquipier belge Jasper Philipsen, qui s'impose avec un quart de roue d'avance sur l'Australien Caleb Ewan (Lotto Dstny). Jasper Philipsen réalise le doublé après sa victoire de la veille à Bayonne. Après jugement des commissaires de course, Mathieu van der Poel est déclassé au dernier rang du groupe duquel il est arrivé, coupable d'avoir déstabilisé le sprint de l'Erythréen Biniam Girmay (Intermarché-Circus-Wanty).
Au niveau des différents classements : le Britannique Adam Yates (UAE Emirates) conserve son maillot jaune, tout comme le Slovène Tadej Pogačar (UAE Emirates) avec le maillot blanc et comme Neilson Powless avec le maillot à pois. Le Français Victor Lafay (Cofidis) perd le maillot vert au profit du vainqueur d'étape Jasper Philipsen. L'équipe Jumbo-Visma reste en tête du classement par équipes. Grâce à sa participation à l'échappée furtive, Benoît Cosnefroy est récompensé du prix de la combativité.

## Résultats
Cette section présente les résultats et prix obtenus au cours de l'étape.

### Classement de l'étape
| Classement de la 4e étape | Classement de la 4e étape | Classement de la 4e étape | Classement de la 4e étape | Classement de la 4e étape |
|                           | Coureur                   | Pays                      | Équipe                    | Temps                     |
| ------------------------- | ------------------------- | ------------------------- | ------------------------- | ------------------------- |
| 1er                       | Jasper Philipsen          | Belgique                  | Alpecin-Deceuninck        | en 4 h 25 min 28 s        |
| 2e                        | Caleb Ewan                | Australie                 | Lotto Dstny               | + 0 s                     |
| 3e                        | Phil Bauhaus              | Allemagne                 | Bahrain Victorious        | + 0 s                     |
| 4e                        | Bryan Coquard             | France                    | Cofidis                   | + 0 s                     |
| 5e                        | Mark Cavendish            | Royaume-Uni               | Astana Qazaqstan Team     | + 0 s                     |
| 6e                        | Danny van Poppel          | Pays-Bas                  | Bora-Hansgrohe            | + 0 s                     |
| 7e                        | Alexander Kristoff        | Norvège                   | Uno-X Pro Cycling Team    | + 0 s                     |
| 8e                        | Luka Mezgec               | Slovénie                  | Team Jayco AlUla          | + 0 s                     |
| 9e                        | Wout van Aert             | Belgique                  | Jumbo-Visma               | + 0 s                     |
| 10e                       | Mads Pedersen             | Danemark                  | Lidl-Trek                 | + 0 s                     |
| modifier                  |                           |                           |                           |                           |

### Bonifications et pénalités en temps
|   | Coureur          | Pays      | Équipe             | Secondes |
| - | ---------------- | --------- | ------------------ | -------- |
| 1 | Jasper Philipsen | Belgique  | Alpecin-Deceuninck | 10 s     |
| 2 | Caleb Ewan       | Australie | Lotto Dstny        | 6 s      |
| 3 | Phil Bauhaus     | Allemagne | Bahrain Victorious | 4 s      |

| Coureur      | Pays      | Équipe             | Secondes |
| ------------ | --------- | ------------------ | -------- |
| Phil Bauhaus | Allemagne | Bahrain Victorious | + 30 s   |

### Points attribués
| Sprint intermédiaire Notre-Dame-des-Cyclistes (km 93,6) | Sprint intermédiaire Notre-Dame-des-Cyclistes (km 93,6) | Sprint intermédiaire Notre-Dame-des-Cyclistes (km 93,6) | Sprint intermédiaire Notre-Dame-des-Cyclistes (km 93,6) | Sprint intermédiaire Notre-Dame-des-Cyclistes (km 93,6) |
| ------------------------------------------------------- | ------------------------------------------------------- | ------------------------------------------------------- | ------------------------------------------------------- | ------------------------------------------------------- |
|                                                         | Coureur                                                 | Pays                                                    | Équipe                                                  | Point(s)                                                |
| 1er                                                     | Jasper Philipsen                                        | Belgique                                                | Alpecin-Deceuninck                                      | 20                                                      |
| 2e                                                      | Bryan Coquard                                           | France                                                  | Cofidis                                                 | 17                                                      |
| 3e                                                      | Caleb Ewan                                              | Australie                                               | Lotto Dstny                                             | 15                                                      |
| 4e                                                      | Mads Pedersen                                           | Danemark                                                | Lidl-Trek                                               | 13                                                      |
| 5e                                                      | Jordi Meeus                                             | Belgique                                                | Bora-Hansgrohe                                          | 11                                                      |
| 6e                                                      | Mark Cavendish                                          | Royaume-Uni                                             | Astana Qazaqstan Team                                   | 10                                                      |
| 7e                                                      | Fabio Jakobsen                                          | Pays-Bas                                                | Soudal Quick-Step                                       | 9                                                       |
| 8e                                                      | Peter Sagan                                             | Slovaquie                                               | TotalEnergies                                           | 8                                                       |
| 9e                                                      | Alexander Kristoff                                      | Norvège                                                 | Uno-X Pro Cycling Team                                  | 7                                                       |
| 10e                                                     | Biniam Girmay                                           | Érythrée                                                | Intermarché-Circus-Wanty                                | 6                                                       |
| 11e                                                     | Corbin Strong                                           | Nouvelle-Zélande                                        | Israel-Premier Tech                                     | 5                                                       |
| 12e                                                     | Michał Kwiatkowski                                      | Pologne                                                 | Ineos Grenadiers                                        | 4                                                       |
| 13e                                                     | Cees Bol                                                | Pays-Bas                                                | Astana Qazaqstan Team                                   | 3                                                       |
| 14e                                                     | Mathieu van der Poel                                    | Pays-Bas                                                | Alpecin-Deceuninck                                      | 2                                                       |
| 15e                                                     | Jonas Abrahamsen                                        | Norvège                                                 | Uno-X Pro Cycling Team                                  | 1                                                       |
| modifier                                                |                                                         |                                                         |                                                         |                                                         |

| Arrivée d'étape Nogaro (km 181,8) | Arrivée d'étape Nogaro (km 181,8) | Arrivée d'étape Nogaro (km 181,8) | Arrivée d'étape Nogaro (km 181,8) | Arrivée d'étape Nogaro (km 181,8) |
| --------------------------------- | --------------------------------- | --------------------------------- | --------------------------------- | --------------------------------- |
|                                   | Coureur                           | Pays                              | Équipe                            | Point(s)                          |
| 1er                               | Jasper Philipsen                  | Belgique                          | Alpecin-Deceuninck                | 50                                |
| 2e                                | Caleb Ewan                        | Australie                         | Lotto Dstny                       | 30                                |
| 3e                                | Phil Bauhaus                      | Allemagne                         | Bahrain Victorious                | 20                                |
| 4e                                | Bryan Coquard                     | France                            | Cofidis                           | 18                                |
| 5e                                | Mark Cavendish                    | Royaume-Uni                       | Astana Qazaqstan Team             | 16                                |
| 6e                                | Danny van Poppel                  | Pays-Bas                          | Bora-Hansgrohe                    | 14                                |
| 7e                                | Alexander Kristoff                | Norvège                           | Uno-X Pro Cycling Team            | 12                                |
| 8e                                | Luka Mezgec                       | Slovénie                          | Team Jayco AlUla                  | 10                                |
| 9e                                | Wout van Aert                     | Belgique                          | Jumbo-Visma                       | 8                                 |
| 10e                               | Mads Pedersen                     | Danemark                          | Lidl-Trek                         | 7                                 |
| 11e                               | Corbin Strong                     | Nouvelle-Zélande                  | Israel-Premier Tech               | 6                                 |
| 12e                               | Luca Mozzato                      | Italie                            | Arkéa-Samsic                      | 5                                 |
| 13e                               | Peter Sagan                       | Slovaquie                         | TotalEnergies                     | 4                                 |
| 14e                               | Dylan Groenewegen                 | Pays-Bas                          | Team Jayco AlUla                  | 3                                 |
| 15e                               | Jordi Meeus                       | Belgique                          | Bora-Hansgrohe                    | 2                                 |
| modifier                          |                                   |                                   |                                   |                                   |

| \| Coureur \| Pays \| Équipe \| Points \| \| -------------------- \| --------- \| ------------------ \| ----------- \| \| Phil Bauhaus \| Allemagne \| Bahrain Victorious \| - 50 points \| \| Mathieu van der Poel \| Pays-Bas \| Alpecin-Deceuninck \| - 13 points \| |           |                    |             |
| Coureur | Pays      | Équipe             | Points      |
| Phil Bauhaus | Allemagne | Bahrain Victorious | - 50 points |
| Mathieu van der Poel | Pays-Bas  | Alpecin-Deceuninck | - 13 points |

### Cols et côtes
| \| Côte de Dému (km 154,4) 4e catégorie (2,0 km à 3,5 %) \| Côte de Dému (km 154,4) 4e catégorie (2,0 km à 3,5 %) \| Côte de Dému (km 154,4) 4e catégorie (2,0 km à 3,5 %) \| Côte de Dému (km 154,4) 4e catégorie (2,0 km à 3,5 %) \| Côte de Dému (km 154,4) 4e catégorie (2,0 km à 3,5 %) \| \| ----------------------------------------------------- \| ----------------------------------------------------- \| ----------------------------------------------------- \| ----------------------------------------------------- \| ----------------------------------------------------- \| \| \| Coureur \| Pays \| Équipe \| Point(s) \| \| 1er \| Anthony Delaplace \| France \| Arkéa-Samsic \| 1 \| \| modifier \| \| \| \| \| |                   |        |              |          |
| Côte de Dému (km 154,4) 4e catégorie (2,0 km à 3,5 %) |                   |        |              |          |
| | Coureur           | Pays   | Équipe       | Point(s) |
| 1er | Anthony Delaplace | France | Arkéa-Samsic | 1        |
| modifier |                   |        |              |          |

### Prix de la combativité
- Benoît Cosnefroy (AG2R Citroën)

## Classements à l'issue de l'étape
Cette section présente le classement général et les différents classements annexes à l'issue de l'étape.

### Classement général
| Classement général | Classement général | Classement général | Classement général  | Classement général |
|                    | Coureur            | Pays               | Équipe              | Temps              |
| ------------------ | ------------------ | ------------------ | ------------------- | ------------------ |
| 1er                | Adam Yates         | Royaume-Uni        | UAE Team Emirates   | en 18 h 18 min 1 s |
| 2e                 | Tadej Pogačar      | Slovénie           | UAE Team Emirates   | + 6 s              |
| 3e                 | Simon Yates        | Royaume-Uni        | Team Jayco AlUla    | + 6 s              |
| 4e                 | Victor Lafay       | France             | Cofidis             | + 12 s             |
| 5e                 | Wout van Aert      | Belgique           | Jumbo-Visma         | + 16 s             |
| 6e                 | Jonas Vingegaard   | Danemark           | Jumbo-Visma         | + 17 s             |
| 7e                 | Jai Hindley        | Australie          | Bora-Hansgrohe      | + 22 s             |
| 8e                 | Michael Woods      | Canada             | Israel-Premier Tech | + 22 s             |
| 9e                 | Mattias Skjelmose  | Danemark           | Lidl-Trek           | + 22 s             |
| 10e                | Carlos Rodríguez   | Espagne            | Ineos Grenadiers    | + 22 s             |
| modifier           |                    |                    |                     |                    |

| Classement par points | Classement par points | Classement par points | Classement par points    | Classement par points |
| --------------------- | --------------------- | --------------------- | ------------------------ | --------------------- |
|                       | Coureur               | Pays                  | Équipe                   | Point(s)              |
| 1er                   | Jasper Philipsen      | Belgique              | Alpecin-Deceuninck       | 150 points            |
| 2e                    | Victor Lafay          | France                | Cofidis                  | 80 pts                |
| 3e                    | Caleb Ewan            | Australie             | Lotto Dstny              | 73 pts                |
| 4e                    | Bryan Coquard         | France                | Cofidis                  | 64 pts                |
| 5e                    | Mark Cavendish        | Royaume-Uni           | Astana Qazaqstan Team    | 62 pts                |
| 6e                    | Wout van Aert         | Belgique              | Jumbo-Visma              | 60 pts                |
| 7e                    | Mads Pedersen         | Danemark              | Lidl-Trek                | 59 pts                |
| 8e                    | Jordi Meeus           | Belgique              | Bora-Hansgrohe           | 44 pts                |
| 9e                    | Tadej Pogačar         | Slovénie              | UAE Team Emirates        | 42 pts                |
| 10e                   | Biniam Girmay         | Érythrée              | Intermarché-Circus-Wanty | 34 pts                |
| modifier              |                       |                       |                          |                       |

| Classement du meilleur grimpeur | Classement du meilleur grimpeur | Classement du meilleur grimpeur | Classement du meilleur grimpeur | Classement du meilleur grimpeur |
| ------------------------------- | ------------------------------- | ------------------------------- | ------------------------------- | ------------------------------- |
|                                 | Coureur                         | Pays                            | Équipe                          | Point(s)                        |
| 1er                             | Neilson Powless                 | États-Unis                      | EF Education-EasyPost           | 18 points                       |
| 2e                              | Tadej Pogačar                   | Slovénie                        | UAE Team Emirates               | 7 pts                           |
| 3e                              | Jonas Vingegaard                | Danemark                        | Jumbo-Visma                     | 4 pts                           |
| 4e                              | Pascal Eenkhoorn                | Pays-Bas                        | Lotto Dstny                     | 3 pts                           |
| 5e                              | Georg Zimmermann                | Allemagne                       | Intermarché-Circus-Wanty        | 3 pts                           |
| 6e                              | Laurent Pichon                  | France                          | Arkéa-Samsic                    | 3 pts                           |
| 7e                              | Jonas Gregaard Wilsly           | Danemark                        | Uno-X Pro Cycling Team          | 2 pts                           |
| 8e                              | Simon Yates                     | Royaume-Uni                     | Team Jayco AlUla                | 2 pts                           |
| 9e                              | Esteban Chaves                  | Colombie                        | EF Education-EasyPost           | 2 pts                           |
| 10e                             | Edvald Boasson Hagen            | Norvège                         | TotalEnergies                   | 2 pts                           |
| modifier                        |                                 |                                 |                                 |                                 |

| Classement général du meilleur jeune | Classement général du meilleur jeune | Classement général du meilleur jeune | Classement général du meilleur jeune | Classement général du meilleur jeune |
|                                      | Coureur                              | Pays                                 | Équipe                               | Temps                                |
| ------------------------------------ | ------------------------------------ | ------------------------------------ | ------------------------------------ | ------------------------------------ |
| 1er                                  | Tadej Pogačar                        | Slovénie                             | UAE Team Emirates                    | en 18 h 18 min 7 s                   |
| 2e                                   | Mattias Skjelmose                    | Danemark                             | Lidl-Trek                            | + 16 s                               |
| 3e                                   | Carlos Rodríguez                     | Espagne                              | Ineos Grenadiers                     | + 16 s                               |
| 4e                                   | Tom Pidcock                          | Royaume-Uni                          | Ineos Grenadiers                     | + 37 s                               |
| 5e                                   | Tobias Johannessen                   | Norvège                              | Uno-X Pro Cycling Team               | + 4 min 34 s                         |
| 6e                                   | Matthew Dinham                       | Australie                            | Team DSM-Firmenich                   | + 5 min 14 s                         |
| 7e                                   | Corbin Strong                        | Nouvelle-Zélande                     | Israel-Premier Tech                  | + 5 min 37 s                         |
| 8e                                   | Felix Gall                           | Autriche                             | AG2R Citroën Team                    | + 5 min 37 s                         |
| 9e                                   | Matîs Louvel                         | France                               | Arkéa-Samsic                         | + 13 min 3 s                         |
| 10e                                  | Mathieu Burgaudeau                   | France                               | TotalEnergies                        | + 14 min 1 s                         |
| modifier                             |                                      |                                      |                                      |                                      |

| Classement par équipes | Classement par équipes | Classement par équipes | Classement par équipes |
|                        | Équipe                 | Pays                   | Temps                  |
| ---------------------- | ---------------------- | ---------------------- | ---------------------- |
| 1re                    | Jumbo-Visma            | Pays-Bas               | en 54 h 55 min 9 s     |
| 2e                     | Bahrain Victorious     | Bahreïn                | + 42 s                 |
| 3e                     | Ineos Grenadiers       | Royaume-Uni            | + 42 s                 |
| 4e                     | UAE Team Emirates      | Émirats arabes unis    | + 1 min 7 s            |
| 5e                     | Lidl-Trek              | États-Unis             | + 3 min 26 s           |
| 6e                     | Groupama-FDJ           | France                 | + 5 min 11 s           |
| 7e                     | Israel-Premier Tech    | Israël                 | + 5 min 42 s           |
| 8e                     | Bora-Hansgrohe         | Allemagne              | + 8 min 46 s           |
| 9e                     | AG2R Citroën Team      | France                 | + 9 min 26 s           |
| 10e                    | Team DSM-Firmenich     | Pays-Bas               | + 13 min 31 s          |
| modifier               |                        |                        |                        |

## Abandons
Il n'y a pas eu d'abandon lors de cette 4e étape.